# Jantar Mantar, Ujjain
Jantar Mantar (hindi: जंतर मंतर), även Vedh Salar är ett observatorium i Ujjain i Madhya Pradesh i 
Indien. Det är en av fem liknande anläggningar i norra Indien som maharadja Jai Singh II från Jaipur lät uppföra på 1700-talet för att kunna beräkna astronomiska tabeller med himlakropparnas läge under året och eklipser.
Observatoriet har 13 olika instrument varav de viktigaste är:
- Samrat Yantra, ett jättelikt solur
- Niyati Chakra, ett hjul som visar himlakropparnas läge
- Digansha Yantra, ett instrument som mäter azimut
- Shanku Yantra, ett instrument som mäter altitud

Ujjain ligger på kräftans vändkrets och var tidigare Indiens nollmeridian.